# Lendler

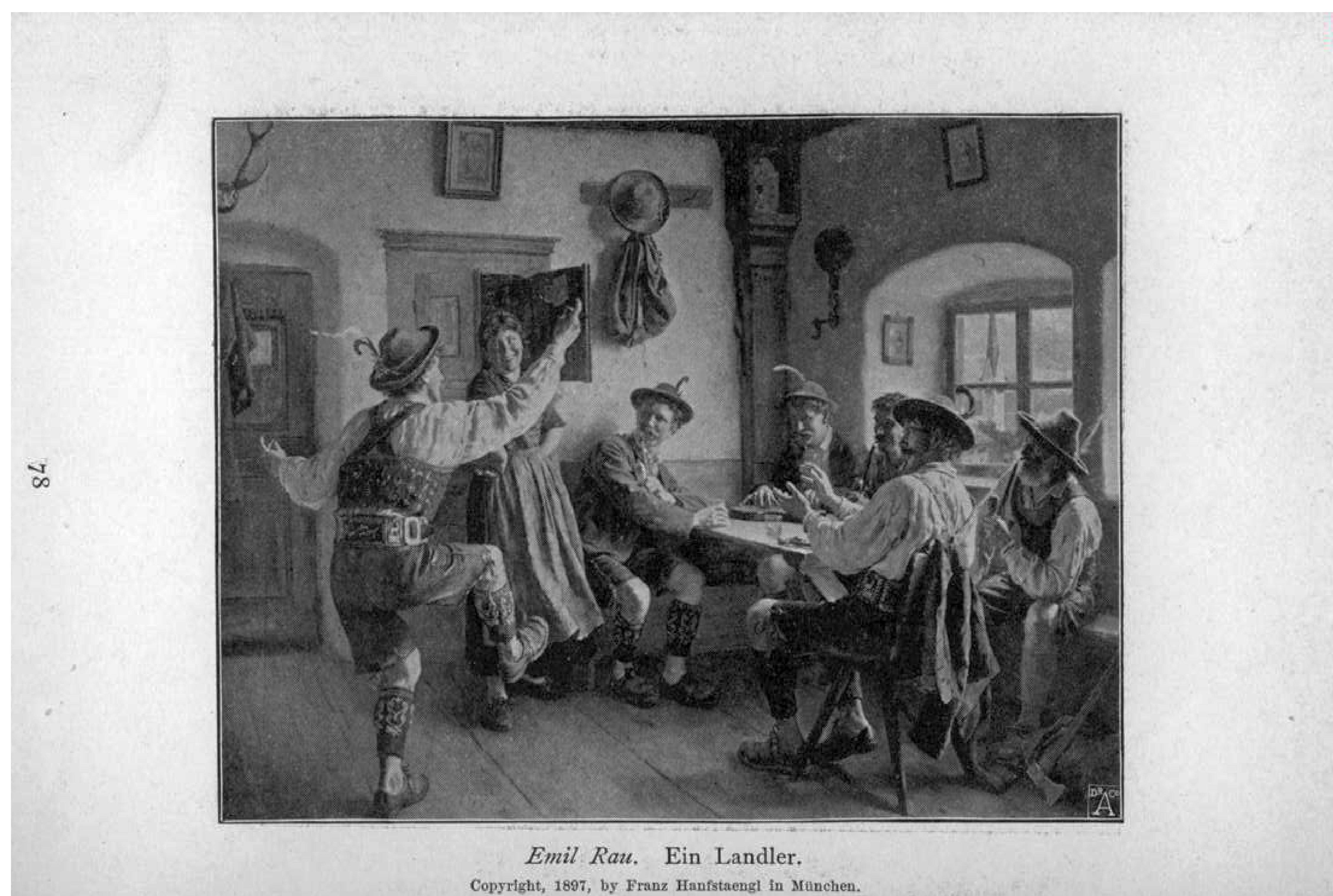
Ein Landler (1897)

Lendler (německy Ländler, někdy i Landler nebo Ländlertanz) je soubor příbuzných lidových tanečních a hudebních forem, používaných od konce 18. století v rakouském a jihoněmeckém kulturním prostoru. Obvykle je v pomalém tříčtvrtečním rytmu, i když existují i lendlery rychlejší nebo v tempu 2/4 (regiony Salzkammergut a Mühlviertel) a 7/8 (Innviertel). Melodie lendleru původně bývala dlouhá 8 taktů. Tančí se většinou jako párový tanec. Tanečníci lendleru často improvizují kroky a taneční figury, někdy jódlují, tleskají, dupou a zpívají gstanzl (tj. krátké žertovné popěvky).